# جامعة طرابلس
جامعة طرابلس هي أكبر جامعة في ليبيا،[بحاجة لمصدر] وتقع في العاصمة الليبية طرابلس.يدرس بها أكبر عدد من الطلاب بين الجامعات الليبية. تأسست في عام 1957 كفرع للجامعة الليبية قبل أن يتم فصلها في عام 1973 لتصبح ما يعرف اليوم بجامعة طرابلس.

## الشهادات التي تمنحها
تمنح جامعة طرابلس الشهادات العلمية التالية:-
- الدبلوم.
- البكالوريوس.
- الليسانس.
- الماجستير.
- الدكتوراة.

## الكليات
| - كلية الهندسة - كلية الاقتصاد والعلوم السياسية - كلية الزراعة - كلية التربية | - كلية تقنية المعلومات - كلية العلوم - كلية القانون - كلية التربية البدنية | - كلية الطب البشري - كلية الطب البيطري - كلية التقنية الطبية - كلية الصيدلة | - كلية اللغات - كلية طب الأسنان - كلية الآداب - كلية الفنون والاعلام |

### كلية الهندسة
أنشئت كلية الهندسة جامعة طرابلس سنة 1961 باسم كلية الدراسات الفنية العليا وذلك ضمن برنامج التعاون العلمي والتقني مع منظمة الأمم المتحدة للتربية والعلم والثقافة اليونسكو، وكانت بذلك أول كلية هندسية بليبيا، وفي سنة 1967، انضمت إلى الجامعة الليبية آنذاك تحت اسم كلية الهندسة، وفي سنة 1972 تم تأسيس كلية هندسة النفط التي كونت مع كلية الهندسة وكلية العلوم جامعة طرابلس سنة 1973، وقد أضيفت سنة 1978 كلية الهندسة النووية والإلكترونية، وفي سنة 1985 تم دمج كلية هندسة النفط مع كلية الهندسة في إطار ربط الكليات والمعاهد العليا بالمراكز البحثية الهندسية، وقد تم دمج الهندسة النووية والإلكترونية مع كلية الهندسة سنة 1988.

#### أقسام الكلية
- قسم الهندسة المدنية.
- قسم الهندسة الكهربائية والالكترونية.
  - شعبة الاتصالات
  - شعبة الطاقة
  - شعبة التحكم
- قسم الهندسة الميكانيكية والصناعية.
- قسم الهندسة النووية.
- قسم الهندسة الكيميائية.
- قسم هندسة النفط.
- قسم هندسة التعدين.
- قسم الهندسة الجيولوجية.
- قسم هندسة المواد والمعادن.
- قسم هندسة العمارة والتخطيط العمراني.
- قسم هندسة الطيران.
- قسم الهندسة البحرية والمنصات العائمة.
- قسم هندسة الحاسب الآلي.
- قسم الإدارة الهندسية (دراسات عليا فقط).

### كلية تقنية المعلومات
تم إنشاء كلية تقنية المعلومات بموجب قرار اللجنة الشعبية العامة للتعليم العالي سابقا رقم (535) بشأن استحداث كليات تقنيات المعلومات بالجامعات الأساسية في ليبيا، وبناء على قرار امين اللجنة الشعبية للجامعة سابقا رقم (1871) في سنة 2006 بتشكيل لجنة إدارية تتولى إدارة وتسيير الكلية. بدأت الكلية بقبول الطلبة واستأنفت الدراسة بالإمكانيات المتوفرة لدى قسم الحاسب الآلي بكلية العلوم.

#### أقسام الكلية
- القســم العـام.

وهي المرحلــة التي يدرس فيها الطالــب المقــررات التي لا تدخل ضمن التخصص الأساسي للطالب ولكنها ضمن متطلبات القسم للحصول على الدرجة العلمية.
- قسم هندسة البرمجيات

يهدف القسم إلى إعداد الكوادر القادرة على إداء انجاز المشاريع البرمجية بالطرق الهندسية المعمول بها في هذا المجال مثل التحليل وتحديد المتطلبات والتصميم وإدارة المشاريع وتأكيد الجودة وغيرها.
يخرج هذا القسم المهندس القادر على العمل على المشاريع البرمجية الكبيرة التي تحتاج إليها الدولة في كلا القطاعين الخاص والعام والتي من شأنها الرقي بهذا المجتمع.
يقدم القسم برنامجين دراسيين:
- البكالوريوس: يهدف البرنامج الى إعداد الكوادر القادرة على إداء انجاز المشاريع البرمجية بالطرق الهندسية المعمول بها في هذا المجال مثل التحليل وتحديد المتطلبات والتصميم وإدارة المشاريع وتأكيد الجودة وغيرها. ويحتوي على المقررات الدراسية العامة التي تضع الاساس لطالب تقنية المعلومات يدرسها الطالب في الفصول الاربعة الاولى. بعد ان ينحز الطالب عدد 65 وحدة دراسية من المقررات العامة والداعمة، يمكنه ان يتخصص بهذا البرنامج وفقا للشروط الموضحة ادناه. يدرس الطالب عدد 36 وحدة تخصصية تشمل مقررات في التحليل والتصميم والبرمجة. كما يوفر البرنامج فرصة ان يختار الطالب بعض المقررات المتخصصة من قائمة المقررات الاختيارية. ولدى الطالب ايضا فرصة ان يقوم بدراسة مقرر دراسي في اي برنامج دراسي في جامعة طرابلس شرط موافقة القسم. و مواده:

| رمز المادة | اسم المادة                                                      | النوع              | الوحدات |
| ---------- | --------------------------------------------------------------- | ------------------ | ------- |
| ITSE311    | Requirements Analysis تحليل المتطلبات                           | إجبارية Compulsory | 3       |
| ITSE312    | Advanced Database Design تصميم قواعد البيانات المتقدمة          | إجبارية Compulsory | 3       |
| ITSE321    | Software Construction بناء البرمجيات                            | إجبارية Compulsory | 3       |
| ITSE322    | Advanced Programming in Java البرمجة المتقدمة بالجافا           | إجبارية Compulsory | 3       |
| ITSE412    | Advanced Internet Programming برمجة انترنت متقدمة               | إجبارية Compulsory | 3       |
| ITSE411    | System Analysis and Design تحليل و تصميم النظم                  | إجبارية Compulsory | 3       |
| ITSE413    | Human Computer Interaction التفاعل بين الإنسان و الحاسوب        | إجبارية Compulsory | 3       |
| ITSE414    | Software Engineering Ethics أخلاقيات هندسة البرمجيات            | إجبارية Compulsory | 3       |
| ITSE421    | Software Quality Assurance and Control التحكم في جودة البرمجيات | إجبارية Compulsory | 3       |
| ITSE422    | Component Based Software Engineering (Reuse)                    | إجبارية Compulsory | 3       |
| ITSE423    | Visual Programming in JavaFX البرمجة المرئية بالجافاFX          | إجبارية Compulsory | 3       |
| ITSE424    | Design Patterns أنماط التصميم                                   | إجبارية Compulsory | 3       |
| ITSE301    | Logic Programming برمجة المنطق                                  | إختيارية Elective  | 3       |
| ITSE303    | Complex Systems                                                 | إختيارية Elective  | 3       |
| ITSE305    | Chosen Topics مواضيع مختارة                                     | إختيارية Elective  | 3       |
| ITSE401    | Game Development Concepts أساسيات تطوير الألعاب                 | إختيارية Elective  | 3       |
| ITSE402    | Free Faculty Course إختيار الكلية الحر                          | إختيارية Elective  | 3       |
| ITSE403    | Free University Course إختيار الجامعة الحر                      | إختيارية Elective  | 3       |
| ITSE408    | Web Application Development برمجة تطبيقات الويب بلارفل          | إختيارية Elective  | 3       |

| رمز المادة بالقسم | رمز المادة عند قسمها | اسم المادة                                                                                | الوحدات | القسم المستعار منه المادة |
| ----------------- | -------------------- | ----------------------------------------------------------------------------------------- | ------- | ------------------------- |
| ITSE302           | ITSE404              | Data Mining تنقيب البيانات                                                                | 3       | قسم نظم المعلومات         |
| ITSE304           | ITMC311              | Cross Platform Mobile Applicatoins Development (Flutter) تطوير التطبيقات المتعددة المنصات | 3       | قسم الحوسبة المتنقلة      |
| ITSE409           | ITMC413              | Social Networks شبكات اجتماعية                                                            | 3       | قسم الحوسبة المتنقلة      |
| ITSE406           | ITMC422              | Cloud Computing حوسبة سحابية                                                              | 3       | قسم الحوسبة السحابية      |
| ITSE306           | ITNT314              | Encryption Algorithims and Protocols خوارزميات و بروتوكولات التشفير                       | 3       | قسم الشبكات               |
| ITSE405           | ITNT313              | Network Programming برمجة الشبكات                                                         |         | قسم الشبكات               |
| ITSE408           | ITWT413              | Web Applications Development برمجة تطبيقات الويب بدجينقو او جافا جاكرتا                   | 3       | قسم تقنيات الإنترنت       |
| ITSE407           | ITWT411              | Web Services خدمات الإنترنت                                                               | 3       | قسم تقنيات الإنترنت       |
| ITSE404           | ITIS324              | Multimedia وسائط متعددة                                                                   | 3       | قسم نظم المعلومات         |
| ITSE307           | ITIS401              | Data scraping and Retrieval بحث و استرجاع البيانات                                        | 3       | قسم نظم المعلومات         |

- الماجستير: The Master of Science in Software Development degree aims to equip the student with the professional and technical skills to specify, design, develop and test modern software systems in a variety of contexts and organisational settings. The degree has been designed for those with some, or good, previous background and experience in their first degree of computer programming languages, software design, computer science, software engineering, secure software, web technologies and for those who would like the opportunity to pursue employment or further research in software systems development. Furthermore, The degree combines theories and practices in the design and development of software systems. It covers a wide range of key topics, including software architecture and design solutions, database management and big data, security, web and mobile applications development, cloud deployment, distributed programming, digital signal and image processing (DSIP), artificial intelligence, programming games, computer graphics and software project management is also included.

و مواده:
| رمز المادة | اسم المادة                                                                           | الوحدات | النوع              |
| ---------- | ------------------------------------------------------------------------------------ | ------- | ------------------ |
| ITSE600    | M.Sc. Thesis Dissertation                                                            | 6       | إجبارية Compulsory |
| ITSE511    | Advanced Software Architecture بنية البرمجيات المتقدمة                               | 3       | إجبارية Compulsory |
| ITSE513    | Software Security and Web Technologies أمن البرمجيات و تقنيات الانترنت               | 3       | إجبارية Compulsory |
| ITSE515    | Advanced Programming for Software Development البرمجة المتقدمة لتطوير البرمجيات      | 3       | إجبارية Compulsory |
| ITSE517    | Software Project Management إدارة المشاريع البرمجية                                  | 3       | إجبارية Compulsory |
| ITSE522    | Research Methods in information sciences الطرق و الأساليب البحثية في تقنية المعلومات | 3       | إجبارية Compulsory |
| ITSE524    | Advanced Database Design تصميم قواعد البيانات المتقدمة                               | 3       | إجبارية Compulsory |
| ITSE501    | Digital Signal and Image Processing معالجة الإشارات الرقمية و الصور                  | 3       | إختيارية Elective  |
| ITSE502    | Gaming Technologies and Design تصميم و تكنولوجيات الألعاب                            | 3       | إختيارية Elective  |
| ITSE503    | Real-Time Computer Graphics معالجة الصور الحية                                       | 3       | إختيارية Elective  |
| ITSE504    | Artificial Intelligence الذكاء الإصطناعي                                             | 3       | إختيارية Elective  |
| ITSE505    | Machine Learning تعلم الألة                                                          | 3       | إختيارية Elective  |
| ITSE506    | Big Data البيانات الكبيرة                                                            | 3       | إختيارية Elective  |
| ITSE507    | Software Project Quality جودة المشروع البرمجي                                        | 3       | إختيارية Elective  |
| ITSE508    | Software Cost management إدارة تكاليف البرمجيات                                      | 3       | إختيارية Elective  |
| ITSE509    | Security Management and Governance إدارة و حوكمة الأمن                               | 3       | إختيارية Elective  |

- قسم شبكات الحاسب

يؤهل هذا القسم الكوادر الفنية القادرة على فهم عمل الشبكات الدولية مثل الإنترنت أو الشبكات المحلية وكيفية بناءها وتطويرها. يكون خريج هذا القسم قادرا على تصميم الشبكات وبناءها بصورة علمية صحيحة بحيث توفر البيئة الصحيحة لنظام المعلومات الذي ينى عليها.
- قسم علوم الحاسب

يهدف القسم إلى إعداد الكوادر المتخصصة في علوم الحاسوب المختلفة ويركز على الجانبين النظري والعملي.
يقوم الطالب بالتخصص في هذا القسم بعد اجتياز مواد المرحلة العامة والحصول على متطلبات التخصص في هذا القسم.
يركز القسم على إعداد الكوادر القادرة على المساهمة في النهوض بالتقنية في قطاعات الدولة المختلفة. -تم إغلاق هذا القسم بعد انشاء أقسام الحوسبة و الإنترنت لاحقاً-
- قسم الحوسبة المتنقلة

شهدت السنوات الأخيرة نموا بشكل كبير في مجال الحوسبة المتنقلة. وكانت الجوانب الرئيسة لهذا النمو الابتكارات الجديدة في تقنية الاتصالات ونظم التشغيل وإدارة قواعد البيانات للأجهزة المتنقلة وأجهزة المساعد الشخصي. يعتبر تخصص الحوسبة المتنقلة أحد احدث التخصصات بكلية تقنية المعلومات بجامعة طرابلس و من احدث التوجهات العصرية في تقنية المعلومات المعتمدة على التطور السريع في أجهزة الهاتف المحمول والحوسبة السحابية. أظهرت البحوث والدراسات الحديثة إن الحوسبة المتنقلة والسحابية ستعمل بشكل جذري على تغيير نمط التعامل الالكتروني للشركات وللمؤسسات. لذا تبنت الكلية هذا التخصص لميزته الفريدة وقلة المختصين فيه ولتلبية احتياجات السوق، فمن خلاله سيتم إعداد وتأهيل خريجين متميزين لهم القدرة على المنافسة محليا ودوليا في تطوير تطبيقات في مجال الحوسبة المتنقلة. كما أخذ بعين الاعتبار في أعداد مناهجه مصادر وجمعيات مثل ACM/IEEE وأعرق جامعات العالم واحتياجات المجتمع في مجال الحوسبة المتنقلة.
- قسم تقنيات الإنترنت

يهتم قسم تقنيات الانترنت بتأهيل و إعداد جيل جديد من مصممي ومطوري البرمجيات والمواقع الالكترونية لاستخدام التقنيات الحديثة في البرمجة, تطوير تطبيقات الانترنت, وإدارة مواقع الأنترنت. هذا كله يأتي لتلبية احتياجات المؤسسات الليبية المتزايدة في هذا المجال في هذه المرحلة من بناء ليبيا واحتياجات سوق العمل.  
لقد تم افتتاح القسم في الفصل الدراسي خريف 2014. و تم إعداد هذا التوصيف بناءً على مقاييس الجودة أخذين بعين الإعتبار متطلبات الإعتماد المؤسسي والبرامجي محلياً ودولياً. ولضمان اعداد خريجين ذوي مهارات متقدمة لهم القدرة على المنافسة محلياً وعالمياً, لقد تم البحث والرجوع إلى مصادر مؤسساتية متخصصة في وضع مناهج تخصص تقنيات الانترنت مثل: Association for Computing Machinery (ACM) وIEEE . والذي سينتج عنه تخريج مطورين في تقنيات الانترنت بمؤهلات قياسية دولية, والذي بدوره سيمكنهم من مواصلة دراستهم العليا والدقيقة محلياً وخارجياً والمنافسة للحصول علي أرقي الشهائد الدولية من الشركات العالمية المتخصصة مثل اوراكل وميكروسوفت.
- قسم علوم البيانات و الذكاء الإصطناعي
- قسم أمن المعلومات

### كلية الطب البشري
تعتمد الدراسة في الكلية على نظام السنة الكاملة ويقضي الطالب 7 سنوات بالكلية ومقسمة كالتالي:
- سنة الإعداد: يقضيها الطالب كمرحلة عامة.
- المرحلة الأولى: تتكون من سنة أولى وثانية.
- المرحلة الثانية: تتكون من السنة الثالثة.
- المرحلة الثالثة: مرحلة العلوم السريرية.
- المرحلة الرابعة: مرحلة الامتياز.

### كلية اللغات

#### أقسام الكلية
- قسم الترجمة والتعريب.
- قسم اللغة العربية.
- قسم اللغة الإنجليزية.
- قسم اللغة الإيطالية.
- قسم اللغة الفرنسية.
- قسم اللغة الإسبانية.
- قسم اللغات الإفريقية.

### كلية الاقتصاد والعلوم السياسية

#### أقسام الكلية
- قسم المحاسبة.
- قسم الإدارة.
- قسم الاقتصاد.
- قسم التخطيط.
- قسم التمويل والمصارف.
- قسم التجارة الالكترونية.
- قسم الإحصاء.

### كلية العلوم
كلية العلوم هي أول كلية علمية في ليبيا وهي أول كلية افتتحت في الجامعة في عام 1957 عندما كانت جامعة طرابلس فرع للجامعة الليبية

#### أقسام الكلية
- قسم الكيمياء.
- قسم الفيزياء.
- قسم الرياضيات.
- قسم علم الحيوان.
- قسم علم النبات.
- قسم الجيولوجيا.
- قسم الجيوفيزيــاء.
- قسم الغلاف الجوي.
- قسم الإحصاء.
- قسم الحاسب الآلي.

### كلية الطب البيطري
تأسست كلية الطب البيطري عام 1975م كأول كلية للطب البيطري في ليبيا. تعد الكلية من قلاع العلم والمعرفة الهامة بجامعة طرابلس ومؤسسة علمية تلبي احتياجات المجتمع من الأطباء البيطريين وتساهم في دعم الاقتصاد الوطني من خلال العناية بصحة الحيوان وزيادة الإنتاج الحيواني والمحافظة على صحة الإنسان وحماية البيئة.

#### أقسام الكلية
- قسم أمراض الدواجن والأسماك.
- قسم الأحياء الدقيقة والطفيليات.
- قسم الأدوية والسموم والطب الشرعي.
- قسم الأمراض الباطنة.
- قسم الأمراض والتشخيص المعملي.
- قسم التشريح والأنسجة والأجنة.
- قسم الجراحة والتناسليات.
- قسم الرقابة الصحية على الأغذية.
- قسم الطب الوقائي.
- قسم وظائف الأعضاء والكيمياء الحيوية وتغذية الحيوان.

### كلية الزراعة
بدأت الدراسة في الكلية بقبول أول دفعة من الطلبة في بداية العام الجامعي 1966/1967 م، وكان عددهم اثنيين وأربعين طالباً، وبثلاثة أقسام علمية هي: قسم الإنتاج النباتي، وقسم الإنتاج الحيواني، وقسم التربة والمياه، ثُم ضُم إليها قسم علوم الأغذية خلال العام الجامعي 1971/1972 م والذي كان يتبع كلية الهندسة.
كان قسم الإنتاج النباتي مكوناً من خمــس شعب هي: الاقتصاد الزراعي والبستنة والمحاصـــــــيل ووقاية النبات والهندسة الزراعية، في عام 1978م وتحولت هـده الشعب إلى أقسام، وأنشى في العــام نفسه قسـما المراعي والغابات والاقتصاد المنزلي، كما انشئ في عام 1995م قسم الزراعات المائية، وبذلك يصبح عـــدد الأقسام بالكلية إحدى عشر قسماً، بالإضافة إلى القــسم العام الذي يدرس به الطلبة سنة دراسية تمهيدية واحدة قبل الانتساب إلى الأقسام العلمية المتخصصة.

#### أقسام الكلية
- قسم الاقتصاد الزراعي
- قسم الوقاية
- قسم المحاصيل
- قسم التربة والمياه
- قسم البستنة
- قسم المراعي والغابات
- قسم هندسة الزراعية
- قسم الزراعات المائية
- قسم إنتاج حيوانــي
- - قسم علوم الأغذية
- قسم الأقتصاد المنزلي

### كلية الآداب
تم إنشاء كلية الآداب/جامعة طرابلس، بكل أقسامها عدا قسم الدراسات الإسلامية الذي تم إنشاؤه سنة 2007/2008 وقسم الدراسات السياحية الذي أنشئ في فصل الربيع 2008. وتعد الكلية من كبريات كليات الجامعة، وصرحاً من صروح المعرفة؛ ومؤسسة علمية تسهم في بناء الإنسان المتعلم المتخصص في العلوم الإنسانية لمشاريع التنمية الاجتماعية والاستثمار البشري.
وشرعت كلية الآداب في قبول الطلاب في مطلع سنة (1996 ـ 1997م) على نظام السنة الدراسية، وتم توزيع مقررات أقسامها على أربع سنوات. وفي السنة الدراسية (2008 ـ 2009م) تم استبدال نظام السنة الدراسية بنظام الفصل الدراسي وفق فصلي الخريف والربيع.
تعتمد الدراسة بالكلية على نظام الفصل الدراسي المفتوح ويقسم العام الدراسي إلى فصلين دراسيين (خريف /ربيع) مدة كل منهما (16) أسبوعاً دراسياً. يتطلب الحصول على درجة الليسانس في الآداب من أحد الأقسام اجتياز (120) وحدة كحد أدنى.

#### أقسام الكلية
- قسم الدراسات الإسلامية.
- قسم اللغة العربية.
- قسم اللغة الإنجليزية.
- قسم التربية وعلم النفس.
- قسم المكتبات والمعلومات.
- قسم الخدمة الاجتماعية.
- قسم التاريخ.
- قسم الجغرافيا.
- قسم علم الاجتماع.
- قسم التفسير.
- قسم الدراسات السياحية.
- قسم الإرشاد والعلاج النفسي.

### كلية التربية البدنية
تأسست الكلية عام 1979 كقسم للتربية البدنية بكلية التربية (جامعة طرابلس) ثم استقلت عام 1990 واعتمدت ككلية للتربية البدنية تتكون من سبعة أقسام علمية، وأعيد تنظيمها بعد عودة دفعة كبيرة من أعضاء هيئة التدريس الذين تخرجوا من مدارس علمية مختلفة على المستوى الدولي لتصبح ثلاثة أقسام علمية.

#### أقسام الكلية
- قسم تدريس التربية البدنية
- قسم التدريب والإدارة الرياضية
- قسم إعادة التأهيل والعلاج الطبيعي

### كلية الصيدلة
تأسست كلية الصيدلة سنة 1975 وتعتبر الكلية الإولى من حيث الإنشاء في ليبيا للعلوم الصيدلانية، وتهدف الكلية منذ بداية تأسيسها إلى المساهمة في الرفع من مستوى الخدمات الصحية للمواطن بليبيا والبدء جدياً في تطوير الخدمات الدوائية والدخول في هذا المجال على أسس علمية. بعد مُضي ما يقرب من أربعة عقود على مولد هذه القلعة العلمية، لازالت هذه المؤسسة تزود المجتمع بشباب مؤهل ومؤمن بدوره في بناء ليبيا الحرة ليقود مجالات الصناعة والرقابة الدوائية والتحاليل الطبية وترشيد استعمال الأدوية والاستفادة القصوى من الأعشاب والنباتات الطبية.
بدأت الدراسة بالكلية مع بداية العام الدراسي 1975 – 1976 .. واستمرت الدراسة بالمبنى القديم والذي تشغله الآن كلية الإعلام والفنون.. وفي العام 1983م، تـــم إبـــرام عقد إنشاء مبنى جديد لكلية الصيدلة بجامعة طرابلس.. وقد تم بناؤه على مساحــة تبلغ أربعـين آلف متر مربع “ 40.000 م 2 “ جنوب جامعة طرابلس.. ويعتبر مبنى الكلية من أجمل مباني الجامعة حيث تم اختياره كأحد أجمل المباني التعليمية في العالم حسب تقرير أعدتـه المنظـــمة العــالمية للثقافــة والعلــــوم “ اليونسكو “. يحد الكلية من ناحية الشرق كلية الطب البشرى لتشكلا مع مركز طرابلس الطبي نموذجاً متميزاً للكليات الطبية التخصصية. هذه المؤسسة لا تزال ترعى منتسبيها من الطلاب ليكونوا صيادلة المستقبل لكي يشاركوا في بناء ليبيا.

#### أقسام الكلية
- قسم الكيمياء الحيوية
- قسم الكيمياء الطبية
- قسم كيمياء العقاقير
- قسم الهندسة صيدلانية
- قسم علوم الأدوية
- قسم الصيدلانيات
- قسم الأحياء الدقيقة

### كلية الفنون والاعلام

#### أقسام الكلية
- قسم الفنون الجميلة والتطبيقية
  - شعبة التصميم الداخلي
  - شعبة التصميم الإعلاني والزخرفي
  - شعبة الرسم والتصوير
  - شعبة التربية الفنية
  - شعبة الخزف
  - شعبة النحت
  - شعبة الحفر والطباعة
- قسم الإعلام
  - شعبة العلاقات العامة
  - شعبة الصحافة
  - شعبة الإذاعة
- قسم الفنون المرئية
  - شعبة التصوير والمونتاج
  - شعبة السيناريو والإخراج
  - شعبة السينما
  - شعبة الرسوم المتحركة
- قسم المسرح
  - شعبة النقد والتأليف
  - شعبة التمثيل والإخراج
  - شعبة تقنيات العرض
- قسم الموسيقى
  - شعبة التربية الموسيقية
  - شعبة العزف الألي
  - شعبة هندسة الصوت

## تغيير اسم الجامعة
تأسست ضمن الجامعة الليبية حيث تم تغيير اسم كليات الجامعة في طرابلس إلى «جامعة طرابلس» ثم إلى جامعة الفاتح في عام 1976 على اسم انقلاب 1969 في ليبيا. وكانت تتبع اللجنة الشعبية العامة للتعليم والبحث العلمي (وزارة التعليم والبحث العلمي).
بعد «ثورة 17 فبراير 2011» تم إعادة الاسم السابق، وهو الذي كان معتمدًا عندما تم فصل الجامعة الليبية سنة 1973 حيث سمي فرع طرابلس بـ'جامعة طرابلس.

## إنظر أيضاَ
- كلية الهندسة (جامعة طرابلس)

## وصلات خارجية
- موقع جامعة طرابلس